# European Professional Club Rugby
L'European Professional Club Rugby (spesso abbreviata EPCR) è il nuovo organismo di coordinamento del rugby a 15 di club di vertice in Europa, che ha preso il posto dell'European Rugby Cup (ERC); organizza le due maggiori competizioni continentali per club, l'European Rugby Champions Cup (ex Heineken Cup) e l'European Challenge Cup, agendo sotto la giurisdizione degli organismi istituzionali (IRB e FIRA-AER).
L'organizzazione è stata fondata nel 2014; come sede è stata scelta la cittadina di Neuchâtel, in Svizzera.

## Organigramma
Gestito attraverso un consiglio di amministrazione, l'EPCR prevede un presidente indipendente. I nove soci sono elencati di seguito:
- Inghilterra - Rugby Football Union, Premiership Rugby
- Francia - Fédération Française de Rugby, Ligue Nationale de Rugby
- Irlanda - Irish Rugby Football Union
- Italia - Federazione Italiana Rugby
- Scozia - Scottish Rugby Union
- Galles - Welsh Rugby Union, Regional Rugby Wales

Ci sarà anche un comitato esecutivo, con il compito di gestire le pratiche commerciali, composto da un presidente, un direttore generale e tre membri votanti, che provengono rispettivamente dal campionato Top 14, dalla Premiership Rugby e dal Pro14.